# Theater an der Wien

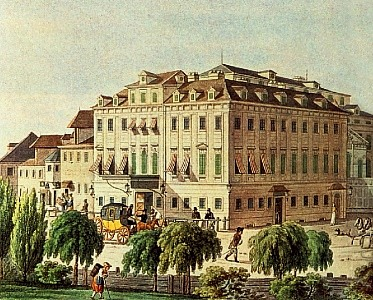
El Theater an der Wien a inicios del, grabado de Jakob Alt.

Vista interior de la Sala de Espectáculos.

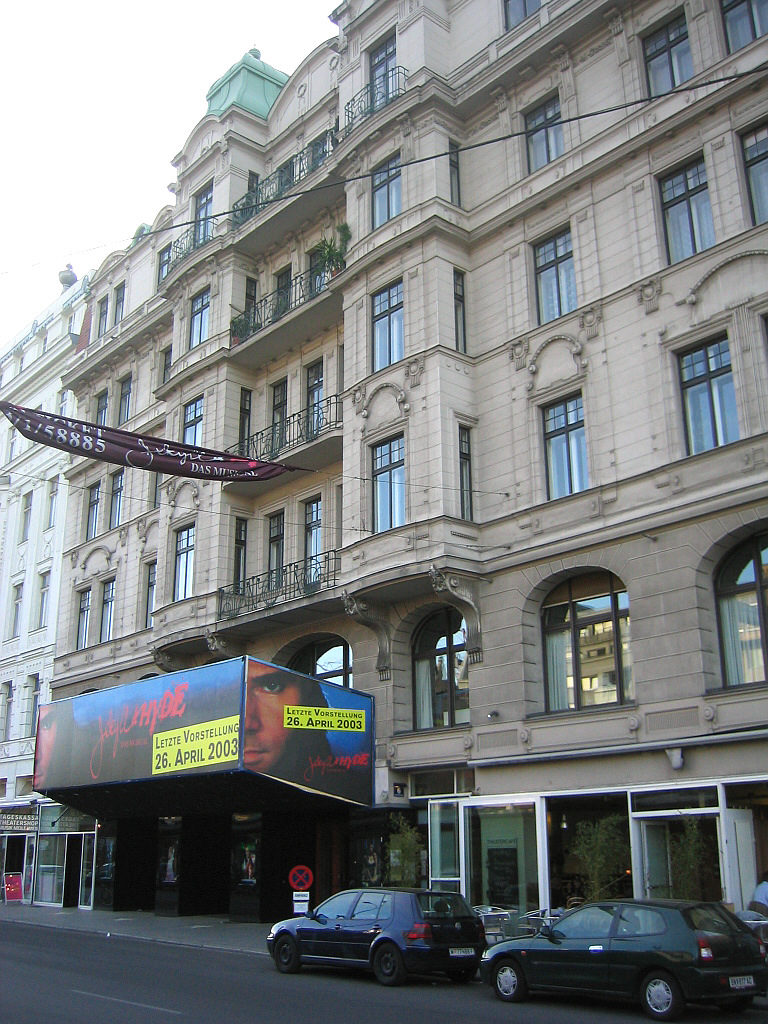
Theater an der Wien (vestíbulo de entrada hacia Naschmarkt).

El Theater an der Wien es un teatro histórico de Viena.

## Orígenes
El teatro fue creación del empresario teatral Emanuel Schikaneder de Viena, que es conocido en la historia como el libretista y colaborador de Mozart de la ópera La flauta mágica (1791). A Schikaneder se le había concedido una licencia imperial en 1786 para construir un teatro nuevo, pero no fue hasta 1798 que se sintió preparado para aprovechar esta autorización. El edificio fue diseñado por el arquitecto Franz Jäger; la construcción se terminó en 1801. El teatro se abrió el 13 de junio de aquel año con un prólogo escrito por Schikaneder, seguido por la ópera Alexander de Franz Teyber.
De acuerdo al New Grove Dictionary of Music and Musicians, era el «más pródigamente equipado y uno de los más grandes teatros de su tiempo».
Aunque Wien significa Viena en alemán, el "Wien" en el nombre del teatro es realmente el nombre del río de Viena (Wienfluss), que alguna vez fluyó cerca al teatro; an der Wien significa «en la orilla del Wien». Hoy el río está cubierto, y en el sitio está el Naschmarkt, un mercado al aire libre. 
El Theater an der Wien fue diseñada en estilo Imperio. Sólo se conserva una parte del edificio original: la «puerta de Papageno» es un monumento a Schikaneder, quien representó el rol de Papageno en La flauta mágica, un papel escrito especialmente para él. Se le muestra con sus tres hijos, que representaron a los Tres Niños de la misma ópera.

## Estrenos históricos
Como teatro prominente en una ciudad artísticamente vital, el Theater an der Wien ha sido el lugar de estrenos de numerosas obras de teatro y música que se prolongan hasta nuestros días, entre las cuales tenemos:
- 1805 (20 de noviembre La ópera de Ludwig van Beethoven Fidelio. Beethoven entonces vivía en unos cuartos al lado del teatro, por invitación de Schikaneder, durante parte del tiempo de su composición.
- Otros estrenos de Beethoven: 
  - 1803 (5 de abril) Sinfonía nº 2.
  - 1805 (7 de abril) Sinfonía nº 3.
  - 1806 (23 de diciembre) Concierto para violín.
  - 1808 (22 de diciembre) Sinfonías nº 5 y nº 6, la Fantasía coral y el Concierto para piano nº 4. (Para ver el programa completo ver Sinfonía nº 5).
- 1810 Das Käthchen von Heilbronn de Heinrich von Kleist.
- 1817 Die Ahnfrau de Franz Grillparzer.
- 1823 Rosamunde, Fürstin von Zypern (Rosamunde, Princesa de Chipre), una obra teatral de Wilhelmine von Chézy —de acuerdo a una fuente, «terrible más allá de lo imaginable»— completamente olvidada, si no fuera por la música de Franz Schubert.
- 1844 Der Zerrissene de Johann Nepomuk Nestroy.
- 1860 Das Pensionat de Franz von Suppé.
- 1871 Indigo und die 40 Räuber de Johann Strauss (hijo).
- 1874 (5 de abril) El murciélago de Johann Strauss.
- 1881 Der lustige Krieg de Johann Strauss hijo.
- 1882 El estudiante mendigo de Carl Millöcker.
- 1885 Der Zigeunerbaron de Johann Strauss.
- 1887 Bellmann de Franz von Suppé.
- 1891 Der Vogelhändler de Carl Zeller.
- 1894 Der Obersteiger de Carl Zeller.
- 1898 (5 de enero) Der Opernball de Richard Heuberger.
- 1902 Wiener Frauen de Franz Lehár.
- 1905 (30 de diciembre) La viuda alegre de Franz Lehár.
- 1908 (14 de noviembre) El soldado de chocolate de Oskar Strauss.
- 1932 Sissy de Fritz Kreisler.
- 1968 Der Mann von La Mancha de Mitch Leigh, estreno en alemán.
- 1972 Helden, Helden de Udo Jürgens.
- 1990 Freudiana de Eric Woolfson y Brian Brolly.

La sala experimentó una edad de oro durante la prosperidad de la opereta vienés, y desde 1945 a 1955, fue uno de los hogares temporales de la Ópera Estatal de Viena, cuyo edificio propio había sido destruido por el bombardeo aliado durante la Segunda Guerra Mundial.
En 1955, el Theater an der Wien fue cerrado por razones de seguridad. Languideció sin uso por varios años, y en la década de 1960, surgió la amenaza de que sería convertida en un parque de estacionamiento (era la misma era de la «renovación urbana», la que en Estados Unidos casi destruye el Carnegie Hall). Afortunadamente, en 1962 el teatro encontró un nuevo y acertado papel para sí mismo como sede para el teatro musical contemporáneo. Muchos musicales en inglés han tenido sus estrenos alemanes ahí. En 1992, el musical Elisabeth (sobre la emperatriz austrohúngara Sissi, esposa de Francisco José I, libreto de Michael Kunze y música de Sylvester Levay), fue estrenado ahí.
En 2006, aniversario de Mozart, el Theater an der Wien nuevamente abrió sus salas para la ópera, especialmente para aquellas del período clásico. El concierto inaugural, el 8 de enero, fue dirigido por Plácido Domingo. De ese modo retornó a su tradición que fue quebrada por largo tiempo.